# Casa Ricordi (film din 1954)
Casa Ricordi (titlul original: în italiană Casa Ricordi) este un film biografic, muzical franco-italian, realizat în 1954 de regizorul Carmine Gallone, protagoniști fiind actorii Paolo Stoppa, Renzo Giovampietro, Andrea Checchi. Se bazează pe istoria timpurie a casei de înregistrări muzicale italiană «Casa Ricordi». Conlucrarea familiei cu mari compozitori și muzicieni ai secolului al nouăsprezecelea și portretizarea acestora face parte din acest film.

## Conținut
Un grefier modest reușește să instaleze, la Milano, o presă calcografică, întemeind prima editură muzicală din Italia, în secolul 19.

## Distribuție
- Paolo Stoppa – Giovanni Ricordi
- Renzo Giovampietro – Tito Ricordi
- Andrea Checchi – Giulio Ricordi
- Roland Alexandre – Gioacchino Rossini
- Danièle Delorme – Maria Malibran (Mimì)
- Gabriele Ferzetti – Giacomo Puccini
- Fosco Giachetti – Giuseppe Verdi
- Nadia Gray – Giulia Grisi
- Myriam Bru – Luisa Lewis
- Roldano Lupi – Domenico Barbaja
- Marcello Mastroianni – Gaetano Donizetti
- Micheline Presle – Virginia Marchi
- Maurice Ronet – Vincenzo Bellini
- Märta Torén – Isabella Colbran
- Fausto Tozzi – Arrigo Boito
- Georges Bréhat – brigadierul
- Manlio Busoni – intendentul
- Julien Carette – Felix, hangiu
- Memmo Carotenuto – un tencuitor
- Lauro Gazzolo – birjarul Casei Ricordi
- Renato Malavasi – Ambrogio
- Aldo Ronconi – tenorul Maselli
- Vira Silenti – Marietta Ricordi
- Aldo Silvani – medicul curant al lui Bellini
- Sergio Tofano – Cesarini Sforza
- Elisa Cegani – Giuseppina Strepponi
- Giuseppe Varni
- Antoine Balpêtré – Dottor Fleury
- Mimo Billi
- Giovanni Checchi
- Nelly Corradi
- Claudio Ermelli
- Paola Rolando

## Aprecieri
„ Ilustrat policrom cu episoade triste, vesele, lirice, toalete de epocă, acest film comercial e realizat cu echilibru și maturitate, generos pigmentat cu scene din operele lui Rosini, Verdi, Donizetti, Puccini. ”—T. Caranfil , Dicționar universal de filme 

## Melodii din film
În film sunt interpretate piese muzicale de compozitorii Vincenzo Bellini, Gaetano Donizetti, Giacomo Puccini, Gioachino Rossini, Giuseppe Verdi.